# Liina Laasma
Liina Laasma, née le 13 janvier 1992 à Tõstamaa, est une athlète estonienne, spécialiste du lancer du javelot.

## Biographie
Aux Championnats d'Europe juniors 2011 organisés à Tallinn, Liina Laasma est en sixième position après le 5e essai. À sa dernière tentative, elle réalise un jet à 55,99 m qui lui permet de remporter le titre, devant la Lettonne Līna Mūze et l'Allemande Laura Henkel.
Le 22 mai 2016, à Rabat, Laasma bat le record national avec un jet à 63,65 m.

## Palmarès
| Date | Compétition                                  | Lieu             | Résultat | Marque  |
| ---- | -------------------------------------------- | ---------------- | -------- | ------- |
| 2009 | Championnats du monde jeunesse               | Bressanone       | 5e       | 50,99 m |
| 2009 | Festival olympique de la jeunesse européenne | Tampere          | 1re      | 53,66 m |
| 2011 | Coupe d'Europe hivernale des lancers espoirs | Sofia            | 2e       | 57,04 m |
| 2011 | Championnats d'Europe juniors                | Tallinn          | 1re      | 55,99 m |
| 2014 | Coupe d'Europe hivernale des lancers espoirs | Leiria           | 1re      | 63,17 m |
| 2014 | Jeux olympiques                              | Rio de Janeiro   | 3e       | 64,80 m |
| 2016 | Ligue de diamant                             | Ligue de diamant | 5e       | détails |
| 2017 | Championnats d'Europe par équipes            | Vaasa            | 1re      | 57,93 m |

## Records
| Épreuve           | Performance  | Lieu  | Date        |
| ----------------- | ------------ | ----- | ----------- |
| Lancer du javelot | 63,65 m (NR) | Rabat | 22 mai 2016 |